# 1637 Свінгс
1637 Свінгс (1637 Swings) — астероїд головного поясу, відкритий 28 серпня 1936 року.
Тіссеранів параметр щодо Юпітера — 3,183.
Названо на честь бельгійського астронома Поля Свінгса (1906-1983).